# Derby Line
Derby Line es una villa ubicada en el condado de Orleans en el estado estadounidense de Vermont. En el año 2010 tenía una población de 673 habitantes y una densidad poblacional de 354 personas por km².

## Geografía
Derby Line se encuentra ubicada en las coordenadas 45°0′16″N 72°5′57″O / 45.00444, -72.09917.

## Demografía
Según la Oficina del Censo en 2000 los ingresos medios por hogar en la localidad eran de $33,966 y los ingresos medios por familia eran $37,375. Los hombres tenían unos ingresos medios de $30,208 frente a los $21,667 para las mujeres. La renta per cápita para la localidad era de $15,202. Alrededor del 12.8% de la población estaban por debajo del umbral de pobreza.